# 999 (numéro d'appel d'urgence)
 (avril 2025).
Si vous disposez d'ouvrages ou d'articles de référence ou si vous connaissez des sites web de qualité traitant du thème abordé ici, merci de compléter l'article en donnant les références utiles à sa vérifiabilité et en les liant à la section « Notes et références ».
Pour les articles homonymes, voir 999 (homonymie).
Le 999 est le numéro d’urgence et de secours utilisé au Royaume-Uni, Eswatini, Irlande, Pologne, Arabie saoudite, Émirats arabes unis, Macao, Bahreïn, Qatar, Bangladesh, Botswana, Ghana, Kenya, Hong Kong, Malaisie, Maurice, Singapour, Zimbabwe et Trinité-et-Tobago.